# Alice Maria Arzuffi
Alice Maria Arzuffi (* 19. November 1994 in Giussano) ist eine italienische Radrennfahrerin.

## Sportlicher Werdegang
Als Heranwachsende war Arzuffi zunächst nicht am Radsport interessiert; sie kam durch ihre Kusine Maria Giulia Confalonieri dazu und weil ihre Mutter sie vom Reiten abhalten wollte. Mit 17 Jahren, in der Saison 2011/2012, fuhr sie erstmals die Cyclocross-Europameisterschaften und -Weltmeisterschaften und spezialisierte sich anschließend auf diese Disziplin. Von 2013 bis 2016 gewann sie viermal in Folge die Landesmeisterschaften in der U23 und holte in dieser Altersklasse drei Medaillen bei den Europameisterschaften. Außerdem trug sie eine Reihe von Siegen bei kleineren Rennen in Italien, der Schweiz und Japan davon.
Arzuffi galt daher als großes Talent und stellte dies ab 2016 auch in der Elite unter Beweis. 2016 war sie beim Weltcup in Zeven als Dritte auf dem Podium; bis 2020 war sie regelmäßig in den Top 10 der Weltcup-Rennen. Sie zog nach Belgien und fuhr ab 2017 im Cyclocross für das Team Steylaerts bzw. 777. Ihre beste Zeit waren die Saisons 2018/2019 und 2019/2020, wo sie bei den Klassementscrossen Belgiens sieben Mal auf dem Podium stand, darunter mit Siegen in Boom und Gavere. Bei Weltmeisterschaften hatte sie 2019 als Zwölfte ihre beste Platzierung.
Diese Leistungen konnte sie in der Folge nicht mehr bestätigen, was sie unter anderem auf eine Corona-Erkrankung und eine lange Straßensaison zurückführte. Im Januar 2021 konnte sie Eva Lechner, die von 2012 bis 2020 neunmal in Folge italienische Meisterin gewesen war, in dieser Funktion ablösen, verließ dann aber ihr Team und beendete ihre Cyclocross-Karriere nach der Saison 2022/2023.
Arzuffi konzentrierte sich nunmehr auf den Straßenradsport, den sie im Lauf ihrer Karriere stets im Sommer betrieben hatte, wobei sie häufig das Team gewechselt hatte und ohne bedeutende Resultate geblieben war. Sie fuhr ab 2014 fast jedes Jahr den Giro d’Italia Donne und ab 2022 die Tour de France Femmes. Für 2023 wechselte sie zu Ceratizit-WNT, das ab 2024 den Status eines UCI Women’s WorldTeams hatte. 2024 erweiterte Arzuffi ihr Repertoire auf Gravelrennen. Dort gewann sie ein Rennen der UCI Gravel World Series und die Bronzemedaille bei den Gravel-Europameisterschaften. Für 2025 wechselte sie zum Team Laboral Kutxa-Fundación Euskadi.

## Erfolge

### Cyclocross
2012/2013
 Italienische Meisterin (U23)
2013/2014
 Europameisterschaften (U23)
 Italienische Meisterin (U23)
2014/2015
 Europameisterschaften (U23)
 Italienische Meisterin (U23)
2015/2016
 Europameisterschaften (U23)
 Italienische Meisterin (U23)
2017/2018
 Europameisterschaften
2018/2019
Superprestige Gavere
2019/2020
Superprestige Boom
2020/2021
 Italienische Meisterin

### Gravel
2024
La Monsterrato (UCI Gravel World Series)
 Europameisterschaften